# Stiftelsen för främjande av skapande tonkonst
Stiftelsen för främjande av skapande tonkonst (finska: Luovan säveltaiteen edistämissäätiö, Luses) är en stiftelse i Helsingfors, som grundades 1970 på initiativ av upphovsrättsorganisationen Teosto med syfte att genom stipendier och understöd främja den inhemska skapande tonkonsten. 
Mottagarna är professionellt verksamma såväl inom konstmusik som jazz och lätt musik. Stiftelsens styrelse består av sju medlemmar med ersättare, där upphovsrättsorganisationerna, staten och de utövande musikerna (utsedda av Centralen för främjandet av utövande tonkonst, ESEK), är representerade. Verksamheten finansieras främst genom att Teosto varje år avsätter en viss del av sina intäkter för stiftelsens behov. Stiftelsen för främjande av skapande tonkonst upprätthöll 1971–1994 Musikinformationscentralen. Denna hade grundats 1953 i anslutning till Finlands musikråd på initiativ av Finlands tonsättare r.f. I rådet, som är den finländska musiksektorns samarbetsorgan och intressebevakare på nationell nivå, är alla viktiga instanser inom det finländska musiklivet företrädda.